# Powiat Nishiyatsushiro
Powiat Nishiyatsushiro (jap. 西八代郡 Nishiyatsushiro-gun) – powiat w Japonii, w prefekturze Yamanashi. W 2024 roku liczył 13 911 mieszkańców.

## Miejscowości
- Ichikawamisato